# کوهرفت

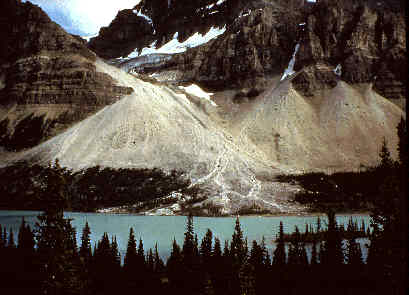
انباشت رسوب این دامنه واریزه‌ای نمونه‌ای از کوهرفت است.

کوهرُفت در زمین‌شناسی به تودهٔ سست ناهمگن و نامنسجم خاک که در پای دامنه‌های کوه‌ها و تپه‌ها انباشته شود، می‌گویند. کوهرفت یک نام عمومی برای رسوبات سست و ناپیوسته‌ای است که در پای تپه‌ها توسط فرایندهایی مانند باران‌شویی، ورقه‌شویی، خزش آرم و پیوسته یا ترکیبی متغیر از این فرایندها رسوب کرده‌اند. کوهرفت معمولاً از طیف ناهمگنی از انواع سنگ و رسوبات از لای تا قطعات سنگ با ابعاد متفاوت تشکیل شده‌است. این اصطلاح همچنین برای اشاره به رسوبات نهشته‌شده در پای یک تپه توسط رواناب سطحی غیرمتمرکز یا فرسایش ورقه‌ای استفاده می‌شود.